# Pilu
Pilu (kinesiska: 毗卢镇, 毗卢) är en köping i Kina. Den ligger i provinsen Sichuan, i den sydvästra delen av landet, omkring 220 kilometer sydost om provinshuvudstaden Chengdu. Antalet invånare är 32 967. Befolkningen består av 16 228 kvinnor och 16 739 män. Barn under 15 år utgör 19,0 %, vuxna 15-64 år 68 %, och äldre över 65 år 12,0 %.
Genomsnittlig årsnederbörd är 1 465 millimeter. Den regnigaste månaden är juni, med i genomsnitt 315 mm nederbörd, och den torraste är december, med 20 mm nederbörd.